# Shijiazhuang Y-5
Lo Shijiazhuang Y-5, già Nanchang Y-5 o semplicemente Y-5 (Yunshu-5, o Yun-5, da Yunshuji (trasporto), localmente chiamato 丰收 (Pinyin: fēng shōu, "buon raccolto") e traslitterato in Fong Shou, nome in codice NATO Colt, è un aereo da trasporto monomotore biplano prodotto in Cina su licenza del pari ruolo di concezione sovietica Antonov An-2 Colt.
Questa versione, rispetto all'originale An-2, è caratterizzata da un aggiornamento all'avionica ed equipaggiato con nuovo e più potente motore, ed è impiegata principalmente in ambito militare, essenzialmente nel ruolo di aereo da trasporto tattico per il trasporto truppe e lancio paracadutisti. I velivoli molto versatili, sono impiegati anche per il collegamento e trasporto materiali.
La versione da trasporto passeggeri, indicata come Y-5A ed equivalente all'An-2T sovietica, venne utilizzata principalmente dalla compagnia aerea cinese Civil Aviation Administration of China (CAAC).

## Versioni
Y-5
versione cinese dell'An-2, inizialmente realizzata da progetti originali sovietici e supervisionata da tecnici sovietici.
Y-5A
prima versione di produzione di serie, trasporto passeggeri.
Y-5B
versione migliorata, dotata di nuova avionica e motore dalla maggior potenza, utilizzata per il lancio di paracadutisti.
Y-5C
versione anfibia dell'Y-5A.
Y-5D
versione da addestramento per la formazione degli equipaggi destinati ai bombardieri.

## Utilizzatori

### Civili
Cina
- Civil Aviation Administration of China (CAAC)

 Nepal
- Royal Nepal Airlines (NAC)[6]

### Militari
(lista parziale)
 Albania
- Forcat Ajrore Shqiptare

 Cina
- Zhōngguó Rénmín Jiěfàngjūn Kōngjūn[7]
- Zhongguo Renmin Jiefangjun Haijun Hangkongbing[7]

 Corea del Nord
- Chosŏn Inmin Kun Konggun